# Kościół św. Antoniego Padewskiego w Poznaniu (Starołęka)

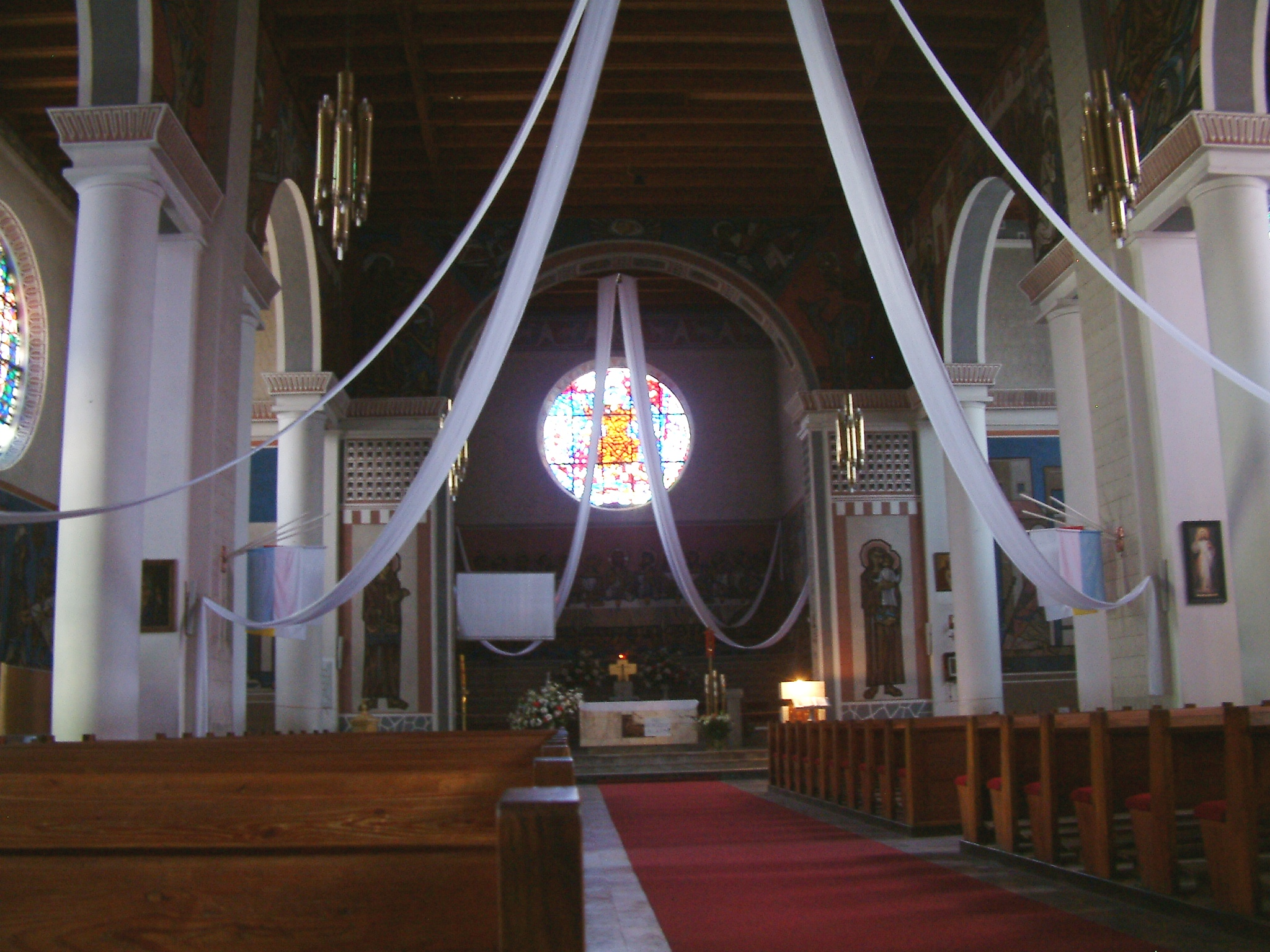
Wnętrze

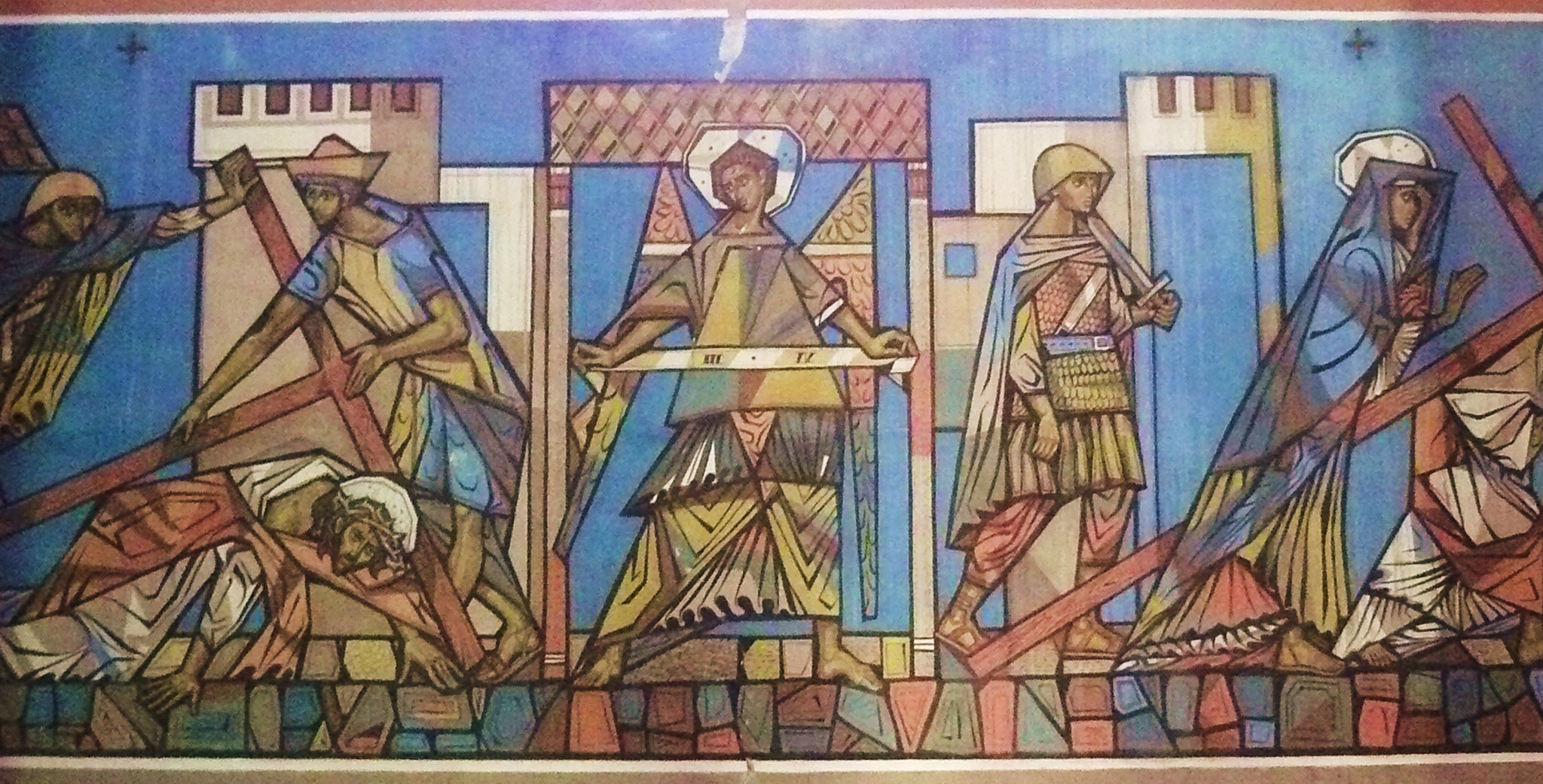
Sgraffito Oźminów (fragment)

Kościół św. Antoniego Padewskiego – rzymskokatolicka świątynia znajdująca się przy ul. św. Antoniego na poznańskiej Starołęce.

## Historia
Starołęka należała pierwotnie do parafii św. Jakuba w Głuszynie. Odległość od tej świątyni była jednak tak znaczna, że część parafian nie docierała tam na nabożeństwa. Kościół głuszyński mieścił co najwyżej 3000 wiernych, a parafia liczyła ich 4800 (1913). Starania o zbudowanie świątyni filialnej rozpoczął proboszcz głuszyński, ks. Antoni Stychel. W 1912 przedsiębiorca Jan Paczkowski przekazał gminie katolickiej w Starołęce dwie działki będące jego własnością, zastrzegając jednak, że jeśli do 1 października 1923 kościół nie powstanie lub przynajmniej nie zostanie wmurowany kamień węgielny, to grunt wróci do darczyńcy.
Pierwsze szkice świątyni sporządził Roger Sławski w 1917 i miały one charakter neobarokowy. Tymczasem msze odprawiano prowizorycznie, w sali restauracyjnej udostępnianej przez Bogusława Kempfa (1916-1 kwietnia 1920). Restauracja znajdowała się w pobliżu przejazdu kolejowo-drogowego, przy ul. Starołęckiej 60 (obecnie pub). Duszpasterzem był wtedy ks. Kazimierz Rolewski. Po zakończeniu I wojny światowej podjęto starania o przejęcie baraku wojskowego, zlokalizowanego przy ul. św. Antoniego. Ostatecznie pozyskano go za darmo w 1919. Miał wymiary 27 x 12 m i wysokość 5 m. Uzupełniono go o akcent religijny – wieżę z sygnaturką na osi. Obiekt poświęcono 11 kwietnia 1920. W 1934 stanął przy nim pomnik Towarzystwa Powstańców i Wojaków. Wyposażenie wnętrza świątyni konsultowano z prof. Szczęsnym Dettloffem. Od 1 maja 1922 proboszczem był tu ks. Bronisław Gładysz.
Okupanci niemieccy zamknęli kościół, przerobili go na magazyn modeli kolejowych, a proboszcza Gładysza aresztowali w 1941. W 1945 kościół był zdewastowany, miał wybite okna oraz uszkodzenia ścian i dachu. Ze zniszczeń wojennych świątynię odbudowano przy pomocy parafian w 14 dni i poświęcono 28 marca 1945. Zlecono jednocześnie projekt nowej świątyni Michałowi Preislerowi – architektowi z Nowego Tomyśla. W lipcu 1947 zatwierdziła go rada parafialna i komitet budowy, a 23 października tego samego roku Kuria Arcybiskupia, która, w konsultacji z Władysławem Czarneckim, zleciła wiele poprawek. Kościół ten miał mieć 650 m² i pomieścić miał 2600 osób. W formie posiadał nawiązania do stylu neoromańskiego, ale był dość skromny w wyrazie (dzielnica robotnicza). Projekt nie otrzymał akceptacji miejskiej Komisji Architektonicznej, której referentem był Jerzy Tuszowski. Zarzucono mu słabe opracowanie, a także błędne rozwiązania przestrzenne i funkcjonalne.
Po tym niepowodzeniu, zlecono opracowanie projektu ponownie Rogerowi Sławskiemu, który miał już wówczas 77 lat. Pierwsze szkice dostarczył w październiku 1948. Zaproponował on świątynię orientowaną, bardzo tradycyjną, prostokątną, z silnym akcentem wieżowym i trzema nawami rozgraniczonymi serlianami. Prezbiterium zwieńczała prosta ściana z kolistym oknem (witraż). Całość przykryć miał żelbetowy strop belkowo-kasetonowy, nawiązujący do rozwiązań renesansu. Od strony ulicy Sławski zaproponował boczne wejście w formie portalu z płaskorzeźbą w nadprożu. W strefie wejściowej stanąć miała duża figura św. Antoniego Padewskiego. Liczne wady projektu wykazywał ks. dziekan Henryk Lewandowski, ubolewając jednocześnie nad brakiem w Poznaniu choćby jednego kościoła w duchu sztuki nowoczesnej. 
Prace ziemne przy budowie rozpoczęto latem 1949 (30 sierpnia lub 5 września) i poprzedziły one wydanie zgody na budowę. Kierownikiem budowy był architekt Jan Kuznowicz. 9 lipca 1950 arcybiskup Walenty Dymek poświęcił kamień węgielny. 20 grudnia 1955 obiekt poświęcił protonotariusz apostolski Franciszek Marlewski. Wewnątrz umieszczono m.in. ołtarz, ambonę, konfesjonał i rzeźby z kościoła Najświętszej Marii Panny w Poznaniu, gdzie postanowiono zmienić wystrój wnętrza. W następnych latach świątynia wzbogaciła się o polichromie Józefa i Łucji Oźminów, a także elementy wyposażenia autorstwa Franciszka Morawskiego. W 1969 przystąpiono do wznoszenia wieży (45 m wysokości), która znacząco odbiegła od wizji Sławskiego (głównie zmieniono kształt okien). Antoni Brzeziński z Poznania wykonał cztery dzwony. 24 listopada 1974 arcybiskup Antoni Baraniak konsekrował kościół i ołtarz. W 1976 Aleksander Holas wykonał projekt przebudowy prowizorycznego dachu, który jednak nie został wykonany solidnie. Pojawiły się zacieki, zagrożone były polichromie Oźminów. W 1981 dach pokryto blachą miedzianą. W 1986 zmieniono ostatecznie sufit z płyt pilśniowych na kasetonowy strop projektu Sławskiego. Wcześniej zamontowano jeszcze metalowe żyrandole o efektownym wyglądzie (proj. Jerzy Olszewski z Bydgoszczy).

## Opis
Trójnawowa pseudobazylika z wieżą w północno-zachodnim narożniku. Przykrywa ją strop kasetonowy oparty o cztery filary. Oświetlenie zapewnia sześć dużych kolistych okien (jedno nad wejściem, jedno w prezbiterium i po trzy w ścianach naw bocznych). Dekorację ścian w technice sgraffito i fresku, drogę krzyżową oraz projekt witraży w oknach wykonali Łucja i Józef Oźminowie. Witraże wykonał natomiast Zygmunt Kośmicki.
W prezbiterium część centralna zajmuje przedstawienie Ostatniej Wieczerzy, zaś po bokach znajdują się obrazy o tematyce starotestamentowej. Witraż w prezbiterium przedstawia św. Antoniego z Padwy. Drewniana chrzcielnica jest natomiast najstarszym elementem wyposażenia kościoła, pochodzącym z drewnianej świątyni.
Nawę środkową zdobią malowidła ukazujące sceny z życia patrona kościoła. W nawach bocznych zaś znajdują się przedstawienia Zwiastowania i św. Józefa przy pracy. Witraże w nawach bocznych ukazują aniołów.
Zamykająca kościół chór muzyczny z organami wykonano w latach 1959–1963. Pod chórem znajduje się kruchta z kaplicą Matki Boskiej Częstochowskiej w której znajduje się kopia ikony autorstwa Stanisława Gawłowskiego.
Bryła kościoła, jaka ostatecznie powstała znacząco odbiega od pierwotnej wizji Rogera Sławskiego, a zmiany, uproszczenia detalu i zubożenie całokształtu zawdzięcza przede wszystkim poprawkom wnoszonym przez Aleksandra Holasa już po śmierci architekta, dla którego było to ostatnie dzieło życia. 
Przed kościołem znajduje się figura św. Antoniego wyrzeźbiona w 1989 roku przez Adama Graczyka.
Oś ulicy św. Antoniego, przy której stoi kościół starołęcki, zamknięta jest optycznie przez zieleń Dębiny, z której wynurza się wieża kościoła Świętej Trójcy na Dębcu. Obie wieże tworzą perspektywiczną zależność i symboliczny układ urbanistyczny.

## Tablice pamiątkowe
W kościele umieszczone są następujące tablice pamiątkowe:
- w kruchcie - Pamięci / Jana Paczkowskiego / 1852-1928 / Przemysłowca i społecznika, darczyńcy ziemi pod budowę / kościoła pw. św. Antoniego Padewskiego na Starołęce / Niech Bóg nagrodzi jego hojność / Rodzina i wdzięczni parafiania / Poznań 24.11.2010,
- na lewo od ołtarza - W tym miejscu w dniu 19.X.2003 / złożono dokumenty / poświęcenia kamienia węgielnego / tej świątyni, / sporządzone w dniu 2.VII.1950 / odnalezione / w fundamentach w dniu 15.V.2001. / Tablicę ufundował Zakład Kamieniarski Suchy Las Aleksander Jaros,
- wewnątrz - Pamiątka nawiedzenia / cudownego obrazu Matki Bożej / w Poznaniu Starołęce 29/30.8.1977 / Misje przed nawiedzeniem głosili / Księża Salezjanie.